# Tamarix kasakhorum
Tamarix kasakhorum är en tamariskväxtart som beskrevs av Sofîa Gennadievna Gorschkova. Tamarix kasakhorum ingår i släktet tamarisker, och familjen tamariskväxter. Inga underarter finns listade.